# Fasanerie in Poręba

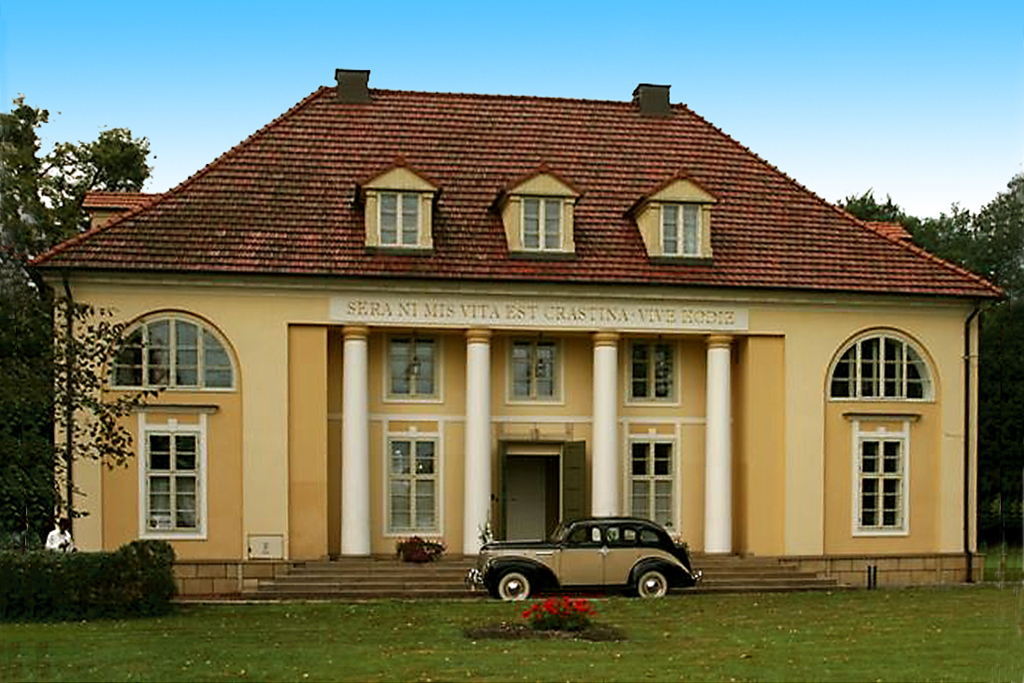
Fasanerie in Poremba

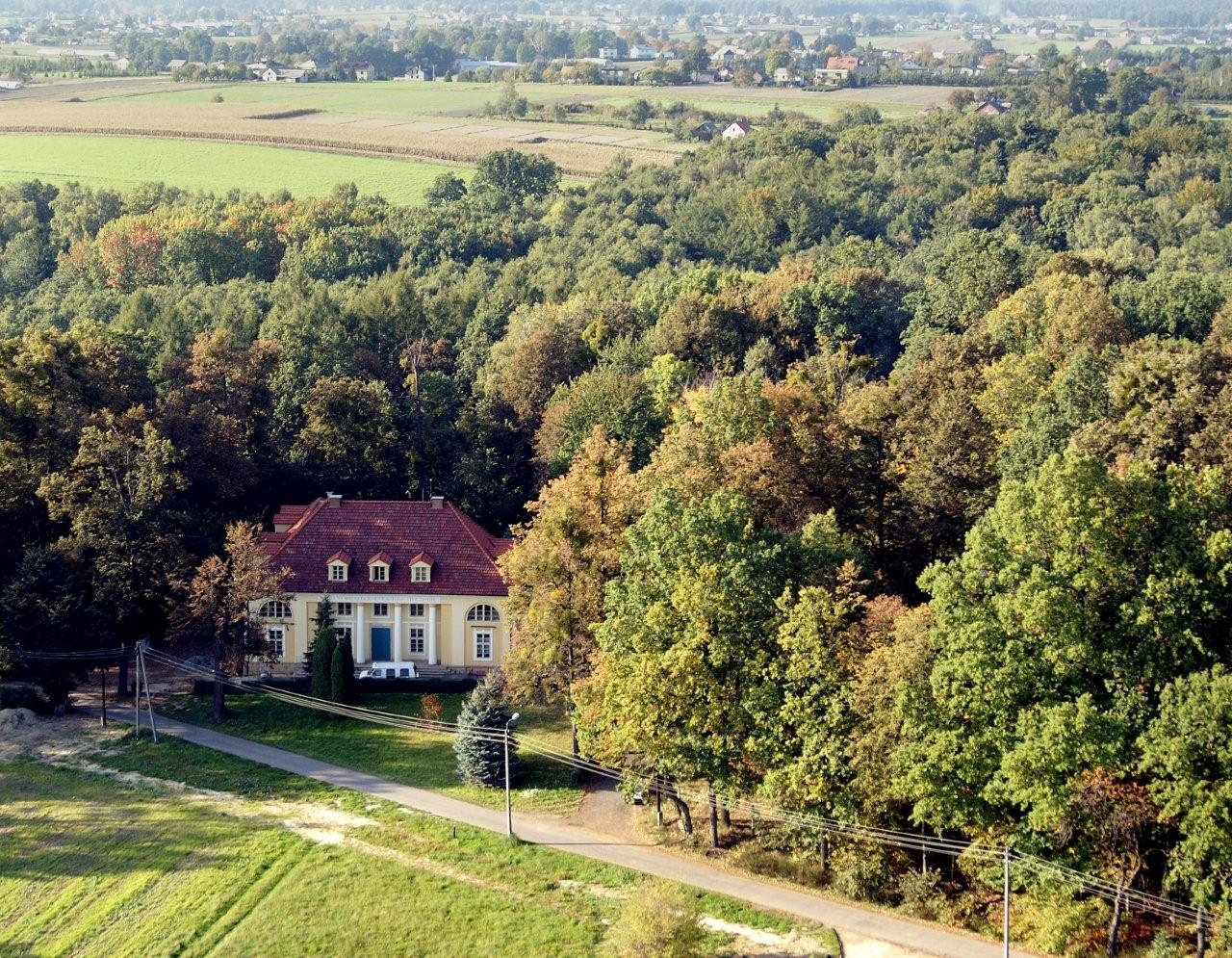
Umgebung

Die Książęca Bażantarnia (deutsch Fürstliche Fasanerie) in Poręba (Poremba) ist ein Lustschloss in der Stadt- und Landgemeinde Pszczyna im Powiat Pszczyński der Woiwodschaft Schlesien in Polen. Es wurde im Auftrag des Fürsten Friedrich Erdmann (Anhalt-Köthen-Pleß) vom Hofarchitekten Wilhelm Pusch nach einem von ihm modifizierten Entwurf von Carl Gotthard Langhans in den Jahren 1797 bis 1800 errichtet. Historisch gehörte die Fürstliche Fasanerie zum Fürstentum Pleß.

## Architektur und Ausstattung
Das klassizistische Gebäude wurde auf einem Hügel errichtet, inmitten einer Parkanlage, in der die Fasanenzucht geführt wurde. Das Lustschloss hat einen 24 m × 13 m großen rechteckigen Grundriss. Im 20. Jahrhundert wurde das Palais um einen 11 m × 8 m großen Anbau an der Nordseite ergänzt.
Das teilweise unterkellerte Gebäude hat zwei Etagen und eine Dachetage, durch Lukarnen beleuchtet. Die Hauptfassade auf der Südseite hat fünf Fensterachsen, wobei die drei mittleren Fensterachsen eine Nische mit vier Toskanischen Säulen bilden, während die Fenster beider Randachsen von großen Arkaden umfasst sind, eine für die Langhans-Entwürfe typischen Lösung.
Das Gebäude trägt ein mit roten Dachziegeln gedecktes Walmdach. Die Räume im Erd- und Obergeschoss dienen den seit 2011 dort veranstalteten Hochzeitsfesten, im Dachgeschoss befinden sich Gäste-Schlafräume.
Das Palais wurde am 20. Januar 1966 unter Nr. 504/65 in das Verzeichnis der Baudenkmäler der Woiwodschaft Schlesien eingetragen.